# Binga (Zimbabwe)
Para outros significados de Binga, veja Binga

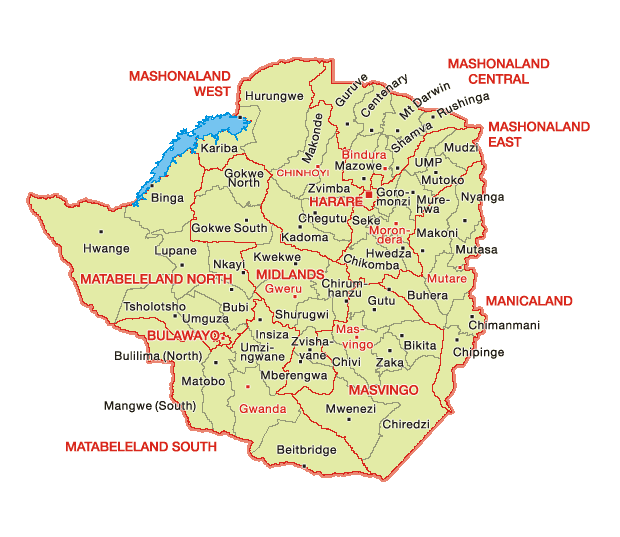
Distritos do Zimbábue

Binga é uma cidade e um distrito localizados na província de Matabelelândia Norte, no Zimbábue.
A cidade foi construída nas margens do lago Cariba pelo povo Tonga, cuja terra natal ficou inundada devido ao reservatório.